# الغواصة الألمانية يو-27 (1936)
الغواصة الألمانية يو-27 غواصة يو نازية من الفئة السابعة إيه خدمت في البحرية النازية كريغسمارينه خلال الحرب العالمية الثانية. وضعت في نوفمبر من عام 1935 في مدينة بريمن الألمانية. تم تكليفها في أغسطس 1936 بقيادة هانز إيبكين. أعفي إيبكين من مهامه في 4 أكتوبر 1937 ثم عين يوهانس فرانز حتى 6 يونيو 1939 عندما تولى هانز جورج فون فريدبرج القيادة لمدة شهر واحد. ثم عاد فرانز لقيادة الغواصة في 8 يوليو مرة أخرى حتى فقدانها في 20 سبتمبر 1939.

## سجل الخدمة

### مصير
أغرقتها المدمرات أتش أم أس Fortune وأتش أم أس Faulknor (الذين أغرقوا الغواصة يو-39 قبل ستة أيام)، كجزء من الجهود المتضافرة للعثور على الغواصة يو-39 التي كانت تهاجم سفن الصيد وتغرقها. في 20 سبتمبر 1939، أطلقت ثلاث طوربيدات على السفن الحربية، لكنها فشلت في إحداث أي ضرر عندما انفجرت قبل الأوان. وردت السفن البريطانية بسلسلة من هجمات شحن الأعما، تسبب أحدها في إتلاف الغواصة الألمانية بما يكفي لإجبارها على السطح.  نجا جميع أفراد الطاقم الـ 38 وتم أسرهم. أصبحت يو-27 الغواصة الألمانية الثانية التي غرقت في الحرب العالمية الثانية بعد غرق يو-39 في 14 سبتمبر 1939. 

## ملخص مداهمة التاريخ
| تاريخ          | اسم                      | جنسية                       | حمولة GRT | مصير |
| -------------- | ------------------------ | --------------------------- | --------- | ---- |
| 13 سبتمبر 1939 | <i id="mwqw">Davara</i>  | وصلة=\|حدود المملكة المتحدة | 291       | غرقت |
| 16 سبتمبر 1939 | <i id="mwtQ">روديارد</i> | وصلة=\|حدود المملكة المتحدة | 333       | غرقت |

## روابط خارجية
- Helgason، Guðmundur. "The Type VIIA boat U-27". German U-boats of WWII - uboat.net. مؤرشف من الأصل في 2015-12-29. اطلع عليه بتاريخ 2014-12-08.
- Hofmann, Markus. "U 27". Deutsche U-Boote 1935-1945 - u-boot-archiv.de (بالألمانية). Archived from the original on 2017-03-12. Retrieved 2014-12-07.